# Valentin Joseph Werthmüller
Valentin Joseph Werthmüller (* 23. Mai 1799 in Fulda; † 16. April 1882 ebenda) war ein deutscher Jurist. Werthmüller war von 1831 bis 1832 Mitglied der kurhessischen Ständeversammlung und von 1848 bis 1849 Mitglied der Frankfurter Nationalversammlung.

## Leben
Valentin Joseph Werthmüller war der Sohn des Leinenhändlers Caspar Werthmüller. Seine Mutter Catharina war eine geborene Kalb. Werthmüller studierte von 1817 bis 1821 Rechtswissenschaften an der Universität Göttingen und der Universität Marburg. 1821 wurde er zunächst als Gerichtsreferendar, später als  Gerichtsassessor am Obergericht für die Provinz Fulda, in den kurhessischen Justizdienst übernommen.
Ab 1831 bis 1832 war Werthmüller Mitglied der kurhessischen Ständeversammlung, dem 1. Landtag, als Vertreter für die schaumburgischen Städte und Nachfolger von Christian Wiederhold. Im Landtag gehörte er zur liberalen Mehrheit. Auch 1833, in den 3. Landtag, wurde er als Mitglied der kurhessischen Ständeversammlung für die schaumburgischen Städte gewählt, erhielt aber kein Mandat von der kurhessischen Regierung. Seit 1833 war er Obergerichtsrat am Obergericht Rinteln und ab 1835 am Obergericht in Fulda.
Als Anfang 1848 in Folge der Februarrevolution in Kurhessen Aufstände ausbrachen, beteiligte sich Werthmüller im April 1848 führende an Protestdemonstrationen gegen die kurhessische Regierung. Noch im gleichen Monat wurde er Mitglied im Volksrat von Fulda. Die Wähler des 9. Wahlkreises in Kurhessen, er umfasste die Stadt Fulda, wählten Werthmüller als Abgeordneten in die Frankfurter Nationalversammlung, der er vom 18. Mai 1848 bis zum 30. Mai 1849 angehörte. Er blieb fraktionslos, schloss sich aber bei Abstimmungen dem Linken Centrum an. Im März 1849 wählte er Friedrich Wilhelm IV. von Preußen zum Kaiser der Deutschen.
1850 suspendierte ihn die kurhessische Regierung wegen revolutionärer Umtriebe, setzte Werthmüller aber später wieder als Obergerichtsrat in Fulda ein. Er starb am 16. April 1882, im Alter von 82 Jahren, in seiner Geburtsstadt Fulda. Valentin Joseph Werthmüller war mit Marie Adelmann verheiratet, der Tochter des Medizinalrates Vinzenz Adelmann.